# Kalininsk
Kalininsk (en russe : Калининск) est une ville de l'oblast de Saratov, en Russie, et le centre administratif du raïon de Kalininsk. Sa population s'élevait à 16 172 habitants en 2013.

## Géographie
Kalininsk est arrosée par la rivière Balanda, un affluent de la Medveditsa, et se trouve à 107 km à l'ouest de Saratov et à 656 km au sud-est de Moscou.

## Histoire
La ville fut d'abord le village de Balanda (Бала́нда) fondé en 1680. Il accéda au statut de commune urbaine en 1933, puis à celui de ville en 1962. Balanda fut alors renommé Kalininsk en l'honneur du dirigeant soviétique Mikhaïl Kalinine.

## Population
Recensements (*) ou estimations de la population
| 1897* | 1939*  | 1959*  | 1970*  | 1979*  |
| ----- | ------ | ------ | ------ | ------ |
| 7 200 | 13 000 | 13 243 | 16 311 | 18 553 |

| 1989*  | 2002*  | 2010*  | 2012   | 2013   |
| ------ | ------ | ------ | ------ | ------ |
| 19 347 | 18 855 | 16 441 | 16 307 | 16 172 |